# Schloss Mogoșoaia

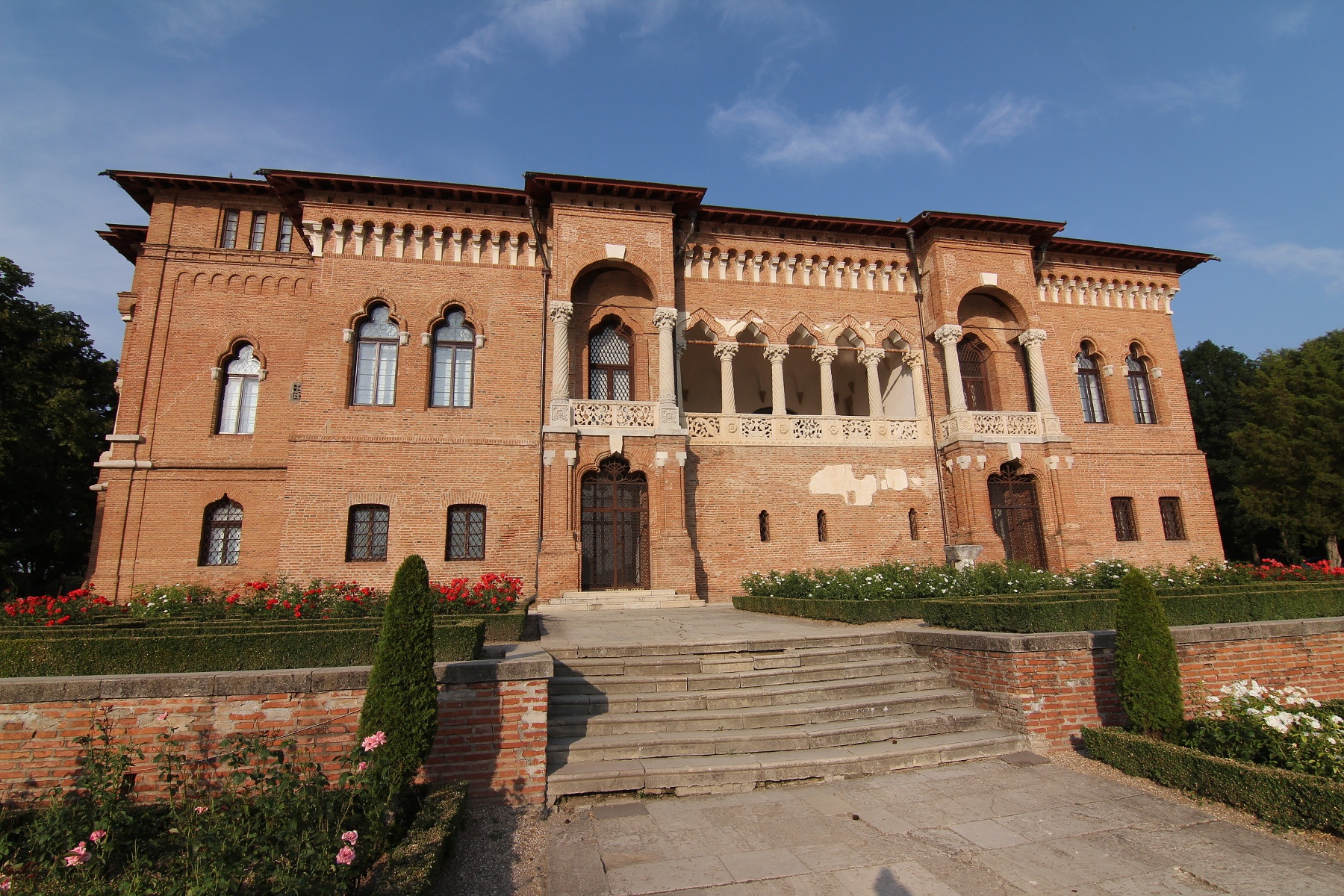
Schloss Mogoșoaia

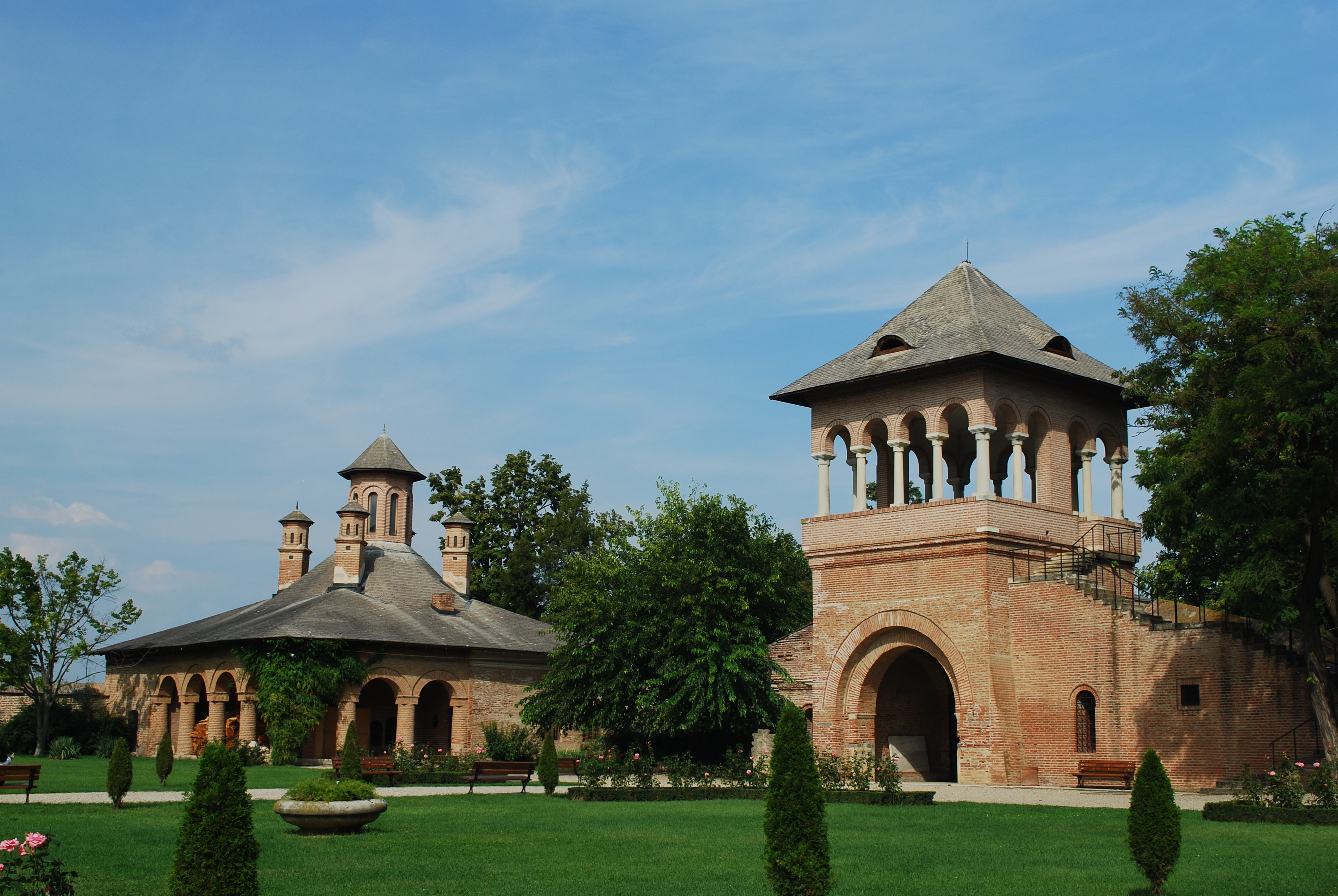
Wachturm

Das Schloss Mogoșoaia befindet sich in Rumänien. Es liegt rund 15 Kilometer nordwestlich der Landeshauptstadt Bukarest in einem Park am Ufer des Mogoșoaia-Sees in der Gemeinde Mogoșoaia im Kreis Ilfov.
Schloss Mogoșoaia gehört zu den bekanntesten Kulturdenkmalen Rumäniens. Der walachische Fürst Constantin Brâncoveanu ließ das Schloss in der Zeit von 1698 bis 1702 auf dem Gut einer Witwe Mogoș (davon stammt der Name Mogoșoaia) in dem nach ihm benannten Brâncoveanu-Baustil errichten.
Im Jahr 1912 gelangte das Schloss in den Besitz von George III. Valentin Bibesco, der mit der aus rumänischem Adel stammenden französischen Schriftstellerin Marthe Bibesco verheiratet war. Dieser schenkte seiner Frau das Anwesen. Marthe Bibesco ließ danach das Schloss umfangreich restaurieren.